# Barbarići Kravarski
Barbarići Kravarski is een plaats in de gemeente Kravarsko in de Kroatische provincie Zagreb. De plaats telt 181 inwoners (2001).